# Funny Face (pel·lícula de 1957)
Funny Face (en Espanya coneguda com "Una cara con ángel" ["Una cara  amb àngel"]) és una pel·lícula musical estatunidenca de comèdia romàntica estrenada l'any 1957 dirigida per Stanley Donen i escrita per Leonard Gershe amb cançons de George i Ira Gershwin. És protagonitzada per Audrey Hepburn, Fred Astaire, Kay Thompson i Michel Auclair.	
Aunque està basada en el musical homònim de Broadway de 1927 per els germans Gerwish, presentant a la mateixa estrella masculina (Fred Astaire), la trama es completament diferent; només cuatre de les cançons del musical original estan incloses.	

## Sinopsi
Maggie Prescott, una editora de la important i coneguda revista de moda Quality, i Dick Avery, el fotògraf d'aquesta, busca una model que surti del que és habitual. La casualitat els porta a una llibreria parisenca on, inesperadament, Dick Avery adverteix que la jove i tímida dependenta i filòsofa amateur Jo Stockton reuneix tot el que desitja, així que decideix convertir-la en la millor model de París.

## Repartiment
1. Audrey Hepburn: Jo Stockton
2. Fred Astaire: Dick Avery
3. Kay Thompson: Maggie Prescott
4. Michel Auclair: Professor Emile Flostre
5. Robert Flemyng: Paul Duval
6. Dovima: Marion
7. Suzy Parker: ballarina
8. Sunny Hartnett: ballarina
9. Jean Del Val: perruquera
10. Virginia Gibson: Babs
11. Sue England: Laura
12. Ruta Lee: Lettie
13. Alex Gerry: Dovitch
14. Iphigenie Castiglioni: Armande